# Stade Ismaïl-Makhlouf
 (septembre 2024).
Si vous disposez d'ouvrages ou d'articles de référence ou si vous connaissez des sites web de qualité traitant du thème abordé ici, merci de compléter l'article en donnant les références utiles à sa vérifiabilité et en les liant à la section « Notes et références ».
Le stade Ec-Chahid Ismaïl-Makhlouf (arabe : ملعب الشهيد إسماعيل مخلوف) est un stade de football situé dans la ville de Larbâa, dans la Wilaya de Blida, en Algérie.
Le stade accueille les matchs de l'équipe locale du RC Arbâa.

## Histoire
La capacité du stade est d'environ 8 000 places. La pelouse est en gazon synthétique de quatrième génération. Le stade a subi en 2013 des travaux de rénovation pour être homologué à accueillir les matchs de la ligue 1 algérienne.
Il porte le nom d'un nationaliste algérien, Ismaïl Makhlouf, ex-gardien de but du RCA et membre du FLN. Lors d'un match de son équipe à l'Arbâa, il a été pourchassé et tué par l'armée française durant la Guerre d'Algérie entre les mi-temps d'un match , il décède en portant le maillot de son club. Pour rendre hommage à sa mémoire, le stade principal de la ville de l'Arbâa porta son nom.